# 이스턴 항공 980편 추락 사고
1985년 1월 1일 파라과이 아순시온 국제공항에서 미국 마이애미 국제공항으로 향하던 이스턴 항공 980편(기종 보잉 727)이 안데스산맥 이이마니산에 추락해 한국인 9명을 포함한 승객 승무원 29명이 전원 사망한 사건이다.